# Damernas sprint i längdskidåkning vid olympiska vinterspelen 2018
Damernas sprint i längdskidåkning vid olympiska vinterspelen 2018 hölls på Alpensia längdåkningsarena i Pyeongchang, Sydkorea, den 13 februari 2018. Tävlingen var i klassisk stil.

## Medaljörer
| Spel   | Guld                | Silver                       | Brons                  |
| Sprint | Stina Nilsson (SWE) | Maiken Caspersen Falla (NOR) | Julia Belorukova (OAR) |

## Resultat

### Kvartsfinaler
Åkare markerade med grön färg blev kvalificerade till finalen
     Åkare markerade med blå färg blev kvalificerade till finalen genom tidskval (lucky loser)

#### Kvartsfinal 1
| Pl. | Nr | Namn                    | Nation    | Sluttid | TM     |
| --- | -- | ----------------------- | --------- | ------- | ------ |
| 1   | 1  | Stina Nilsson           | Sverige   | 3.10,90 | —      |
| 2   | 3  | Krista Pärmäkoski       | Finland   | 3.11,97 | +1,07  |
| 3   | 11 | Anamarija Lampič        | Slovenien | 3.12,46 | +1,56  |
| 4   | 17 | Kathrine Rolsted Harsem | Norge     | 3.14,87 | +3,97  |
| 5   | 30 | Aino-Kaisa Saarinen     | Finland   | 3.19.18 | +8,28  |
| 6   | 27 | Anna Sjevtsjenko        | Kazakstan | 3.23,56 | +12,66 |

#### Kvartsfinal 2
| Pl. | Nr | Namn                   | Nation    | Sluttid | TM     |
| --- | -- | ---------------------- | --------- | ------- | ------ |
| 1   | 2  | Maiken Caspersen Falla | Norge     | 3.11,98 | —      |
| 2   | 12 | Sophie Caldwell        | USA       | 3.12,39 | +0,41  |
| 3   | 8  | Ida Ingemarsdotter     | Sverige   | 3.14,58 | +2,60  |
| 4   | 5  | Katja Visnar           | Slovenien | 3.20,49 | +8,51  |
| 5   | 28 | Lucia Scardoni         | Italien   | 3.22.49 | +10,51 |
| 6   | 29 | Alenka Čebašek         | Slovenien | 3.30,87 | +18,89 |

#### Kvartsfinal 3
| Pl. | Nr | Namn                | Nation   | Sluttid | TM     |
| --- | -- | ------------------- | -------- | ------- | ------ |
| 1   | 4  | Hanna Falk          | Sverige  | 3.11,08 | —      |
| 2   | 7  | Jessie Diggins      | USA      | 3.11,24 | +0,16  |
| 3   | 16 | Sandra Ringwald     | Tyskland | 3.13,76 | +2,68  |
| 4   | 20 | Nadine Fähndrich    | Schweiz  | 3.14,82 | +3,74  |
| 5   | 24 | Kerttu Niskanen     | Finland  | 3.19.84 | +8,76  |
| 6   | 23 | Kateřina Beroušková | Tjeckien | 3.27,43 | +16,35 |

#### Kvartsfinal 4
| Pl. | Nr | Namn              | Nation                            | Sluttid | TM    |
| --- | -- | ----------------- | --------------------------------- | ------- | ----- |
| 1   | 15 | Julija Belorukova | Olympiska idrottare från Ryssland | 3.14,29 | —     |
| 2   | 10 | Heidi Weng        | Norge                             | 3.15,68 | +1,39 |
| 3   | 9  | Sadie Bjornsen    | USA                               | 3.16,75 | +2,46 |
| 4   | 19 | Johanna Matintalo | Finland                           | 3.16,92 | +2,63 |
| 5   | 18 | Gaia Vuerich      | Italien                           | 3.21.65 | +7,36 |
| 6   | 26 | Elisabeth Schicho | Tyskland                          | 3.24,26 | +9,97 |

#### Kvartsfinal 5
| Pl. | Nr | Namn                     | Nation                            | Sluttid | TM    |
| --- | -- | ------------------------ | --------------------------------- | ------- | ----- |
| 1   | 6  | Natalja Neprjajeva       | Olympiska idrottare från Ryssland | 3.11,78 | —     |
| 2   | 21 | Laurien van der Graaff   | Schweiz                           | 3.12,15 | +0,37 |
| 3   | 14 | Anna Dyvik               | Sverige                           | 3.13,09 | +1,31 |
| 4   | 13 | Ingvild Flugstad Østberg | Norge                             | 3.14,87 | +3,09 |
| 5   | 22 | Justyna Kowalczyk        | Polen                             | 3.17.47 | +5,69 |
| 6   | 25 | Katharina Hennig         | Tyskland                          | 3.19,55 | +7,77 |

### Semifinaler
Åkare markerade med grön färg blev kvalificerade till finalen
     Åkare markerade med blå färg blev kvalificerade till finalen genom tidskval (lucky loser)

#### Semifinal 1
| Pl. | Nr | Namn                   | Nation  | Sluttid | TM    |
| --- | -- | ---------------------- | ------- | ------- | ----- |
| 1   | 1  | Stina Nilsson          | Sverige | 3.10,52 | —     |
| 2   | 2  | Maiken Caspersen Falla | Norge   | 3.10,55 | +0,03 |
| 3   | 4  | Hanna Falk             | Sverige | 3.11,14 | +0,62 |
| 4   | 12 | Sophie Caldwell        | USA     | 3.11,32 | +0,80 |
| 5   | 3  | Krista Pärmäkoski      | Finland | 3.12.04 | +1,52 |
| 6   | 14 | Anna Dyvik             | Sverige | 3.15,77 | +5,25 |

#### Semifinal 2
| Pl. | Nr | Namn                   | Nation                            | Sluttid | TM    |
| --- | -- | ---------------------- | --------------------------------- | ------- | ----- |
| 1   | 15 | Julija Belorukova      | Olympiska idrottare från Ryssland | 3.10,12 | —     |
| 2   | 7  | Jessie Diggins         | USA                               | 3.10.72 | +0,60 |
| 3   | 6  | Natalja Neprjajeva     | Olympiska idrottare från Ryssland | 3.10,72 | +0,60 |
| 4   | 11 | Anamarija Lampič       | Slovenien                         | 3.13,95 | +3,83 |
| 5   | 21 | Laurien van der Graaff | Schweiz                           | 3.15,65 | +5,53 |
| 6   | 10 | Heidi Weng             | Norge                             | 3.16,22 | +6,10 |

### Final
Finalen startade klockan 21:24, lokal tid (UTC+9).
| Pl. | Nr | Namn                   | Nation                            | Sluttid | TM     |
| --- | -- | ---------------------- | --------------------------------- | ------- | ------ |
| 1   | 1  | Stina Nilsson          | Sverige                           | 3.03,84 | —      |
| 2   | 2  | Maiken Caspersen Falla | Norge                             | 3.06,87 | +3,03  |
| 3   | 15 | Julija Belorukova      | Olympiska idrottare från Ryssland | 3.07,21 | +3,37  |
| 4   | 6  | Natalja Neprjajeva     | Olympiska idrottare från Ryssland | 3.12,98 | +9,14  |
| 5   | 4  | Hanna Falk             | Sverige                           | 3.15,00 | +11,16 |
| 6   | 7  | Jessie Diggins         | USA                               | 3.15,07 | +11,23 |